# 서니 스위니
서니 미케일라 스위니(Sunny Michaela Sweeney, 1976년 12월 7일 ~ )는 미국의 싱어송라이터이다.